# Mistrzostwa Europy w Podnoszeniu Ciężarów 1930
Mistrzostwa Europy w Podnoszeniu Ciężarów 1930 – 22. edycja mistrzostw Europy w podnoszeniu ciężarów, która odbyła się między 23 a 24 października 1930 w Monachium (Rzesza Niemiecka ). Startowali tylko mężczyźni w 5 kategoriach wagowych.

## Medaliści
| Kategoria: | Złoto:           | Wynik    | Srebro:          | Wynik    | Brąz:              | Wynik    |
| 60 kg      | Eugen Mühlberger | 280 kg   | Hans Wölpert     | 280 kg   | Raymond Suvigny    | 270 kg   |
| 67,5 kg    | Hans Haas        | 317,5 kg | René Duverger    | 300 kg   | Robert Fein        | 292,5 kg |
| 75 kg      | Kurt Helbig      | 337,5 kg | Carlo Galimberti | 322,5 kg | Karl Hipfinger     | 305 kg   |
| 82,5 kg    | Louis Hostin     | 350 kg   | Jakob Vogt       | 340 kg   | Josef Zeman        | 340 kg   |
| + 82,5 kg  | El Sayed Nosseir | 375 kg   | Rudolf Schilberg | 370 kg   | Josef Strassberger | 370 kg   |

## Klasyfikacja medalowa
| Miejsce | Reprezentacja        | Złoto | Srebro | Brąz | Razem |
| 1.      | Rzesza Niemiecka     | 2     | 2      | 1    | 5     |
| 2.      | Republika Austriacka | 1     | 1      | 3    | 5     |
| 3.      | Francja              | 1     | 1      | 1    | 3     |
| 4.      | Królestwo Egiptu     | 1     | 0      | 0    | 1     |
| 5.      | Włochy               | 0     | 1      | 0    | 1     |